# Murray Armstrong

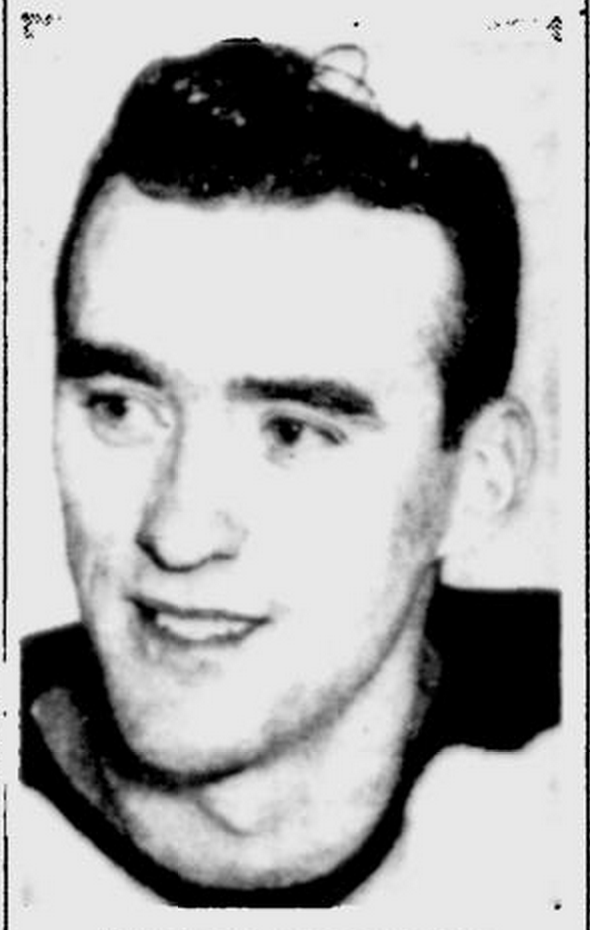
Imagem de Murray Armstrong.

Murray Alexander Armstrong (1 de janeiro de 1916 - 8 de dezembro de 2010) foi um jogador e treinador de hóquei no gelo canadense.